# Завалівська Діброва
Зава́лівська Дібро́ва (до 2024 року — Червона Діброва) — село в Україні, у Жванецькій сільській територіальній громаді Кам'янець-Подільського району Хмельницької області.

## Назва
Ойконімія України згідно із адміністративно-територіальним устроєм України радянського періоду, а саме у другій половині XX століття, часто змінювалася, формувалася внаслідок різноманітних екстра-та інтралінгвальних факторів, які майже не мали жодного стосунку до культурних традицій народу та дотримання норм української літературної мови. Так, щоб підкреслити «радянськість» тих чи інших найменувань населених  пунктів, їх дуже часто ускладнювали атрибутивними означеннями «червоний» (червона, червоне), «радянський» (радянська, радянське), «жовтневий» (жовтнева, жовтневе), «ленінський» (ленінське). Тому у старій назві села — Червона Діброва — було присутнє слово — «червона» та друга частина власна назва, мотивована розташуванням – «діброва», тобто ліс, у якому переважає дуб з супутніми широколистяними породами. Саме через це стара назва села підлягала перейменуванню.
19 вересня 2024 року Верховна Рада підтримала перейменування села Червона Діброва на Завалівська Діброва. Нова назва надана на честь місцевості Завалля, що йде від назви поселень за Траяновим валом. 26 вересня 2024 року перейменування набуло чинності.

## Географія
Подільське село Завалівська Діброва розташоване в південно-західній частині України, за 17 кілометрів автодорогами від Кам’янця-Подільського.

## Історія
Засноване у 1928 році, першими поселенцями Червоної Діброви стали малоземельні багатодітні сім'ї села Завалля. А от у офіційних джерелах населений пункт з'явився на кілька десятків років пізніше - аж у 1956 році.
В 1932–1933 селяни села пережили сталінський голодомор.
З 24 серпня 1991 року село входить до складу незалежної України.
8 вересня 2017 року шляхом об'єднання сільських рад, село увійшло до складу Жванецької сільської громади, до цього органом місцевого самоврядування була Завальська сільська рада.

## Населення
За переписом населення України 2001 року в селі мешкало 90 осіб. 100 % населення вказало своєю рідною мовою українську мову.
Згідно даними 2015 року в селі проживало 59 осіб.

## Охорона природи
Село лежить у межах національного природного парку «Подільські Товтри». У селі знаходиться пам’ятка природи місцевого значення «Дуб звичайний».

## Галерея

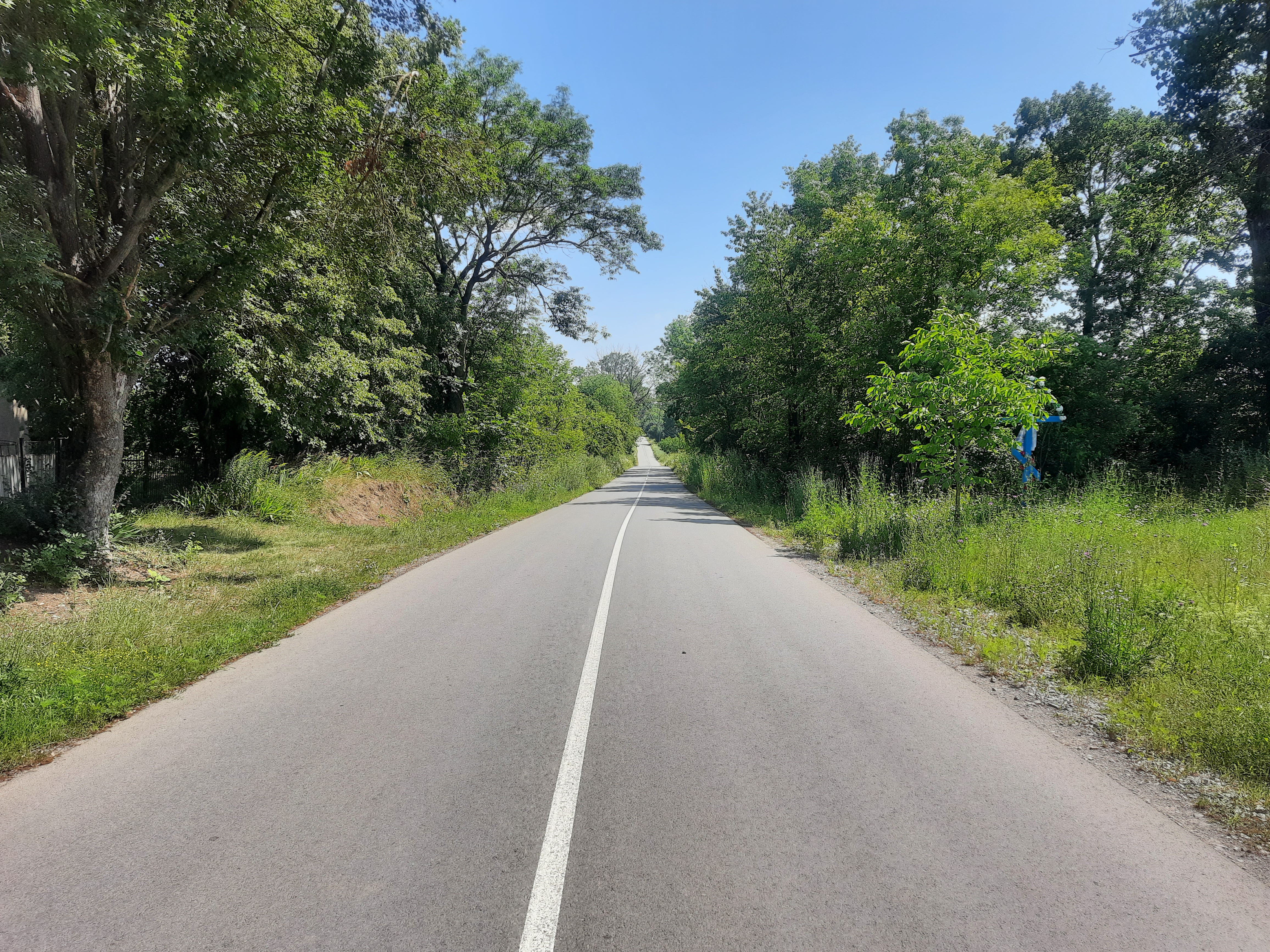
Дорога через село
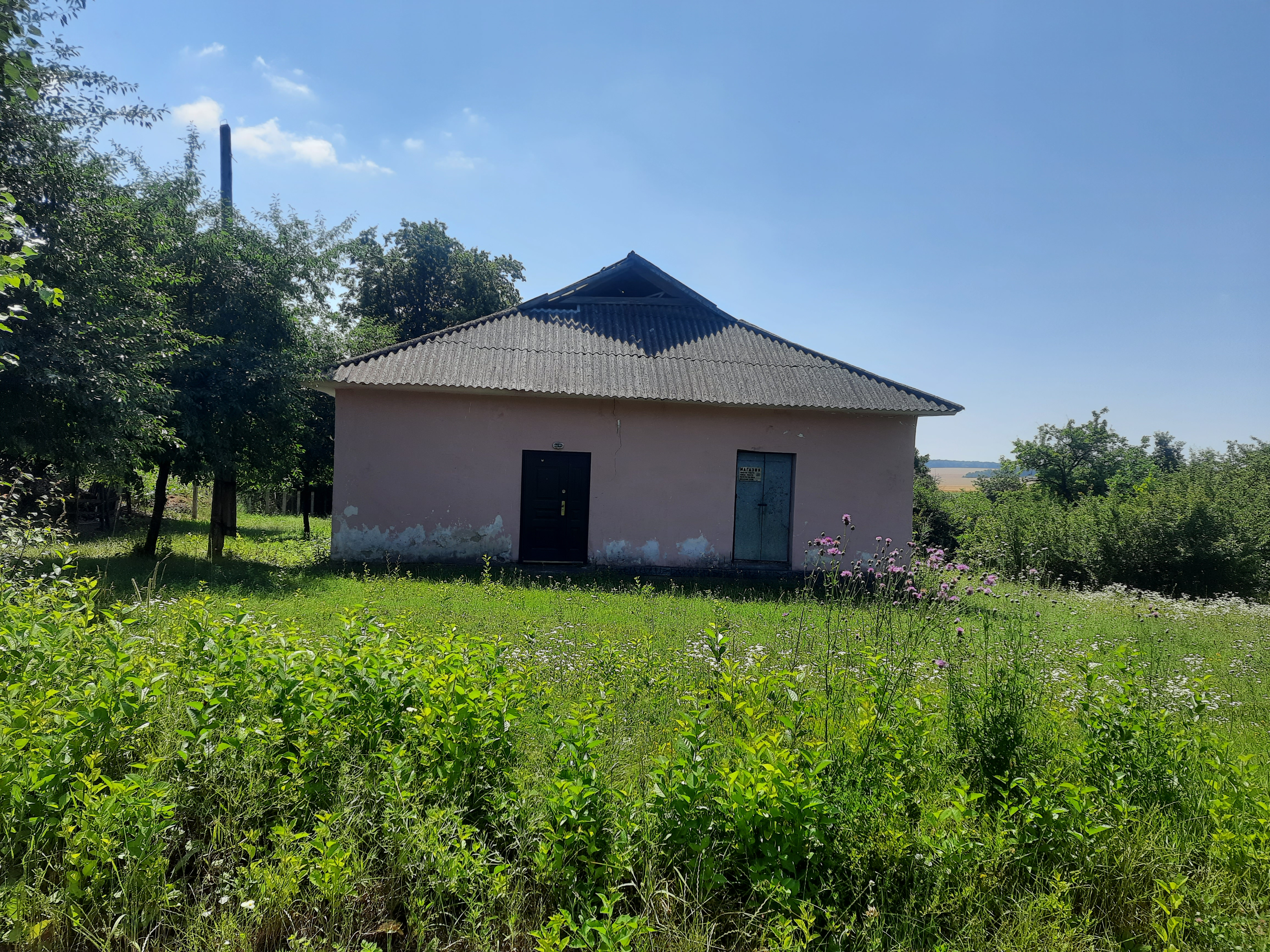
Крамниця
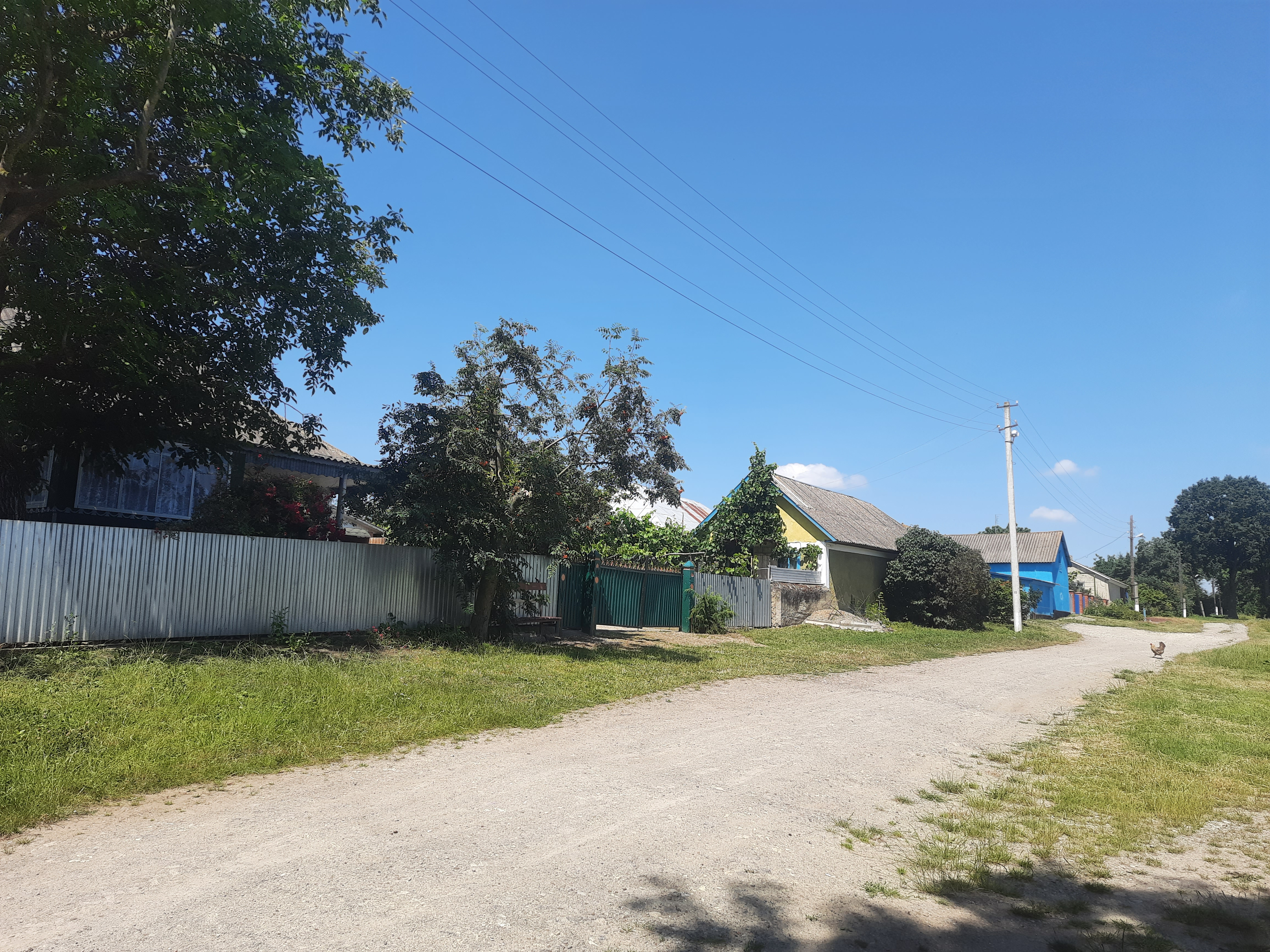
Сільська вулиця
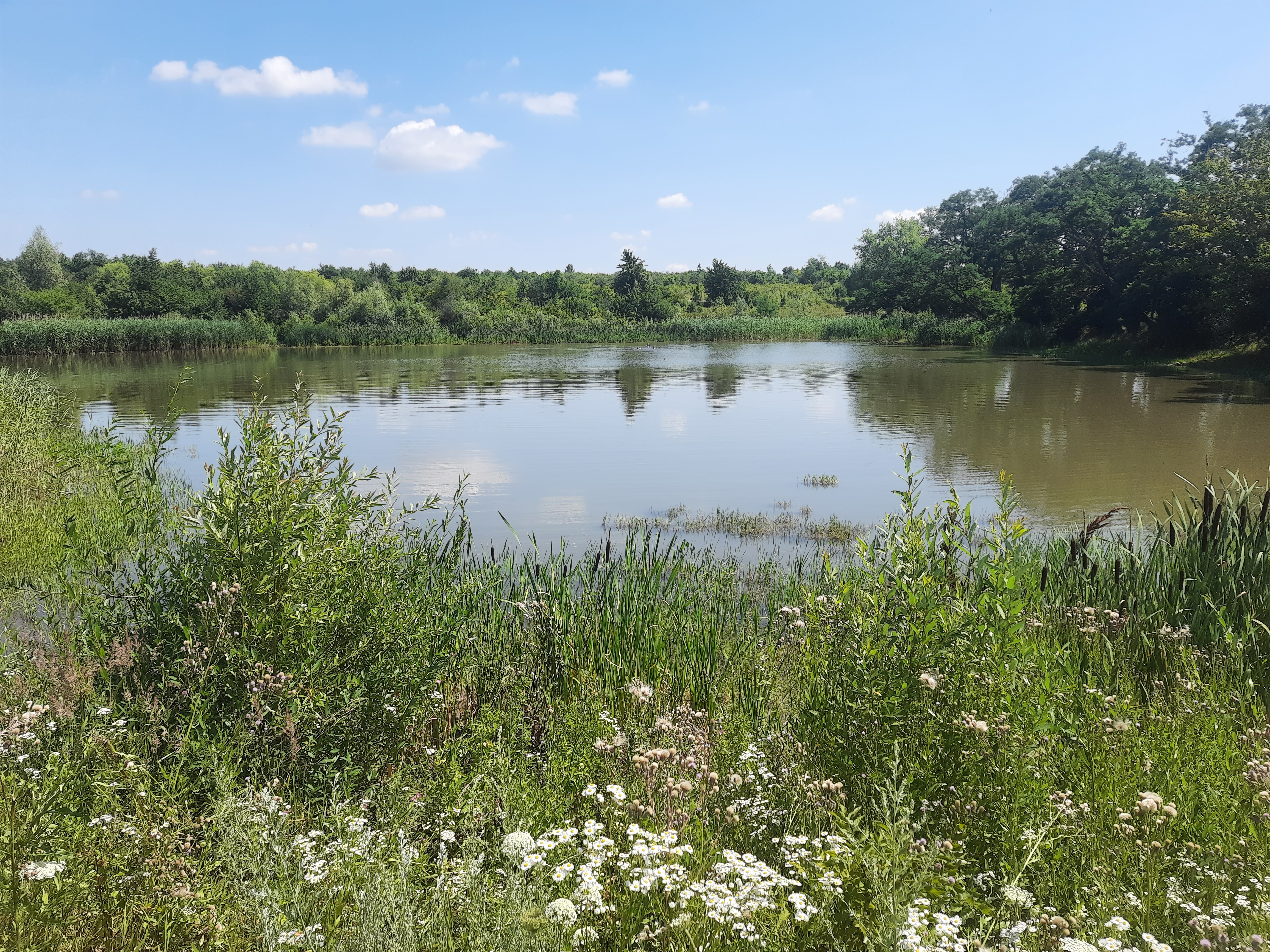
Став біля села
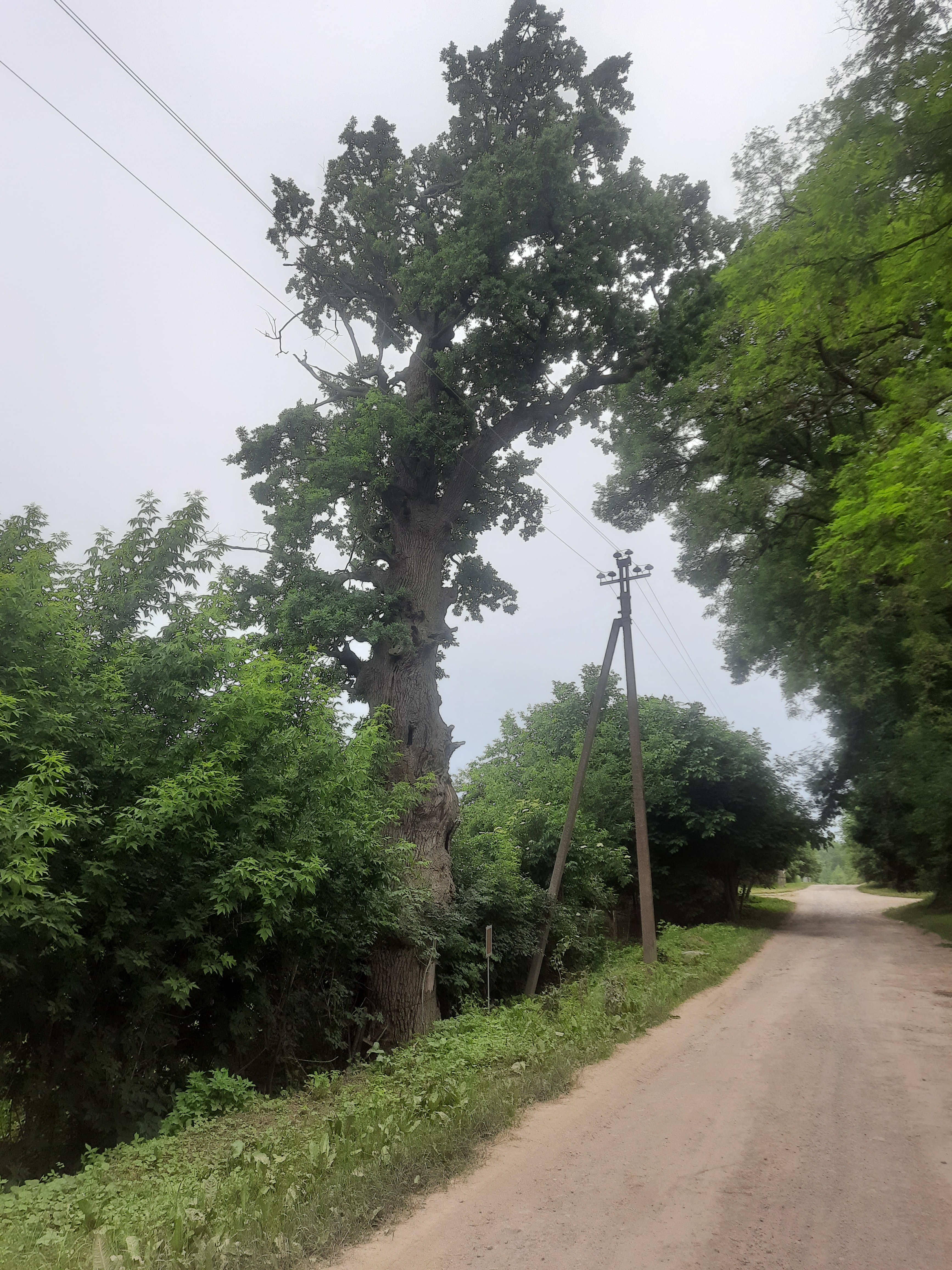
Віковічний дуб